# Râul Iedul
Râul Iedul sau Râul Ieduțul este un curs de apă, afluent al râului Iada.